# Dirk Ludigs
Dirk Ludigs (* 1965) ist ein deutscher Autor, LSBTI-Aktivist, Fernsehredakteur und Journalist.

## Leben
Ludigs absolvierte eine Ausbildung an der Hamburger Journalistenschule Henri Nannen. Als Redakteur war er von 1993 bis 1995 bei der Fernsehsendung Liebe Sünde bei dem Fernsehsender ProSieben tätig und lebte von 1996 bis 2001 als freier TV-Produzent in Los Angeles.
Von 2002 bis 2006 war Ludigs Chefredakteur der Zeitschrift DU&ICH im Jackwerth-Verlag in Berlin. 2007 bis 2009 war Ludigs Chefredakteur des FRONT-Magazins, eines Magazins des Unternehmens L&E Media.
Von 16. Juli 2009 bis 11. Dezember 2009 leitete Ludigs die Nachrichtenredaktion TIMM TODAY. Seine Nachfolger waren Malte Göbel und Hannes Richter. Für die Zeitung Die Tageszeitung verfasste er als Journalist mehrere Artikel. Für die Zeitschrift Siegessäule schreibt Ludigs eine Kolumne.
Als Autor verfasste Ludigs mehrere Werke. Ludigs wohnt nach seiner Rückkehr aus Los Angeles in Berlin.

## Werke (Auswahl)
- Wolff. Ein Pornostar packt aus, gemeinschaftlich mit Holger Zill. Querverlag, Berlin 1998.
- Beziehungsweise Sex. Dt. Taschenbuch-Verlag, München 2002.
- Ran an den Mann! RM-Buch- und Medien-Vertrieb [u. a.], Rheda-Wiedenbrück 2001 (Ungekürzte Lizenzausgabe)